# JCSAT-16
JCSAT-16 ist ein kommerzieller Kommunikationssatellit der japanischen Firma SKY Perfect JSAT.
Er wurde am 14. August 2016 um 5:26 UTC mit einer Falcon-9-Trägerrakete von SpaceX vom Raketenstartplatz Cape Canaveral Air Force Station in eine geostationäre Transferbahn gebracht. Die Stufentrennung erfolgte nach 2 Minuten und 36 Sekunden. Kurz darauf zündete die zweite Stufe für etwa 6 Minuten und brachte die Oberstufe zusammen mit dem Satelliten in einen Parkorbit. 26,5 Minuten nach dem Start erfolgte eine zweite Brennphase der Oberstufe, die den Satelliten auf einen leicht supersynchronen geostationären Transferorbit brachte. Die erste Stufe der Falcon 9 flog nach der Stufentrennung eine Reihe von Manövern und landete auf der Seeplattform (offiziell autonomous spaceport droneship, kurz ASDS), wobei der finale Brennvorgang mit nur einem Triebwerk durchgeführt wurde.
Der dreiachsenstabilisierte Satellit ist mit Ku-Band- und Ka-Band-Transpondern ausgerüstet und soll von der Position 162° Ost aus Japan mit Telekommunikationsdienstleistungen versorgen. Er sollte ursprünglich als Backup für andere Satelliten der Firma JSAT dienen. Allerdings wurde der als Ersatz für den älteren Superbird B2 geplante Superbird 8 vor seinem geplanten Start im Juli 2016 am Boden beschädigt und muss repariert werden. Daher nimmt JCSAT-16 die für Superbird 8 gedachte Position bei 162° Ost im geostationären Orbit ein. JCSAT-16 wurde auf Basis des Satellitenbus SSL-1300 der Space Systems/Loral gebaut und besitzt eine geplante Lebensdauer von 15 Jahren.